# Kälaslåtten
Kälaslåtten är ett naturreservat i Strömsunds kommun i Jämtlands län.
Området är naturskyddat sedan 1988 och är 374 hektar stort. Reservatet omfattar främst myrarna Kälaslåtten och stomryen och består dessutom av granskog, sumpskog och rikkärr.